# Cuatro (canal de televisión)
Cuatro es un canal de televisión español en abierto operado por Mediaset España, grupo filial de la compañía italiana MFE-MediaForEurope, que cuenta con una programación generalista dedicada a un público adulto, donde ofrece principalmente programas de producción propia y series de ficción, así como espacios deportivos e informativos. Desde enero de 2011, tras efectuarse la fusión con Gestevisión Telecinco, su centro de emisiones pasó a las instalaciones de Mediaset en el barrio madrileño de Fuencarral.
El Grupo Prisa formó la cadena a través de una reconversión de la concesión del canal analógico nacional por el que emitió, desde 1990, el canal de pago Canal+, que en aquella época estaba en manos de Sogecable. Sus emisiones oficiales se produjeron en la televisión en abierto el 7 de noviembre de 2005 a las 20:44 con una presentación especial, y a raíz de su lanzamiento, se convirtió en la tercera cadena privada en retransmitir para toda España. En cuanto a su gestión, desde su inauguración en 2005 y hasta finales de 2010, la emisora operaba en la antigua sede de Sogecable situada en Tres Cantos.
El 18 de diciembre de 2009, Mediaset, Grupo Prisa y su filial Sogecable, presentaron ante la Comisión Nacional de la Competencia (CNC) un acuerdo de fusión —valorado en 1050 millones de euros— para integrar sus operaciones de televisión abierta, y la adquisición, mediante un canje de acciones en Sogecable, del 22 % de Digital+. Una vez culminada la fusión de Gestevisión Telecinco y Sogeuatro, Mediaset España Comunicación —la empresa resultante— pasó a tener, desde enero de 2011, un total de ocho canales en TDT, además de las señales en alta definición de las principales cadenas generalistas del grupo. Con esta unión de empresas, dicha sociedad se convirtió en la mayor compañía audiovisual del país por Cuota de pantalla. No obstante, el 6 de mayo de 2014, el grupo perdió dos de sus emisoras y se quedó con seis, y que con la posterior llegada del canal Be Mad aumentaron a 7.

## Historia

### Concesión de licencias

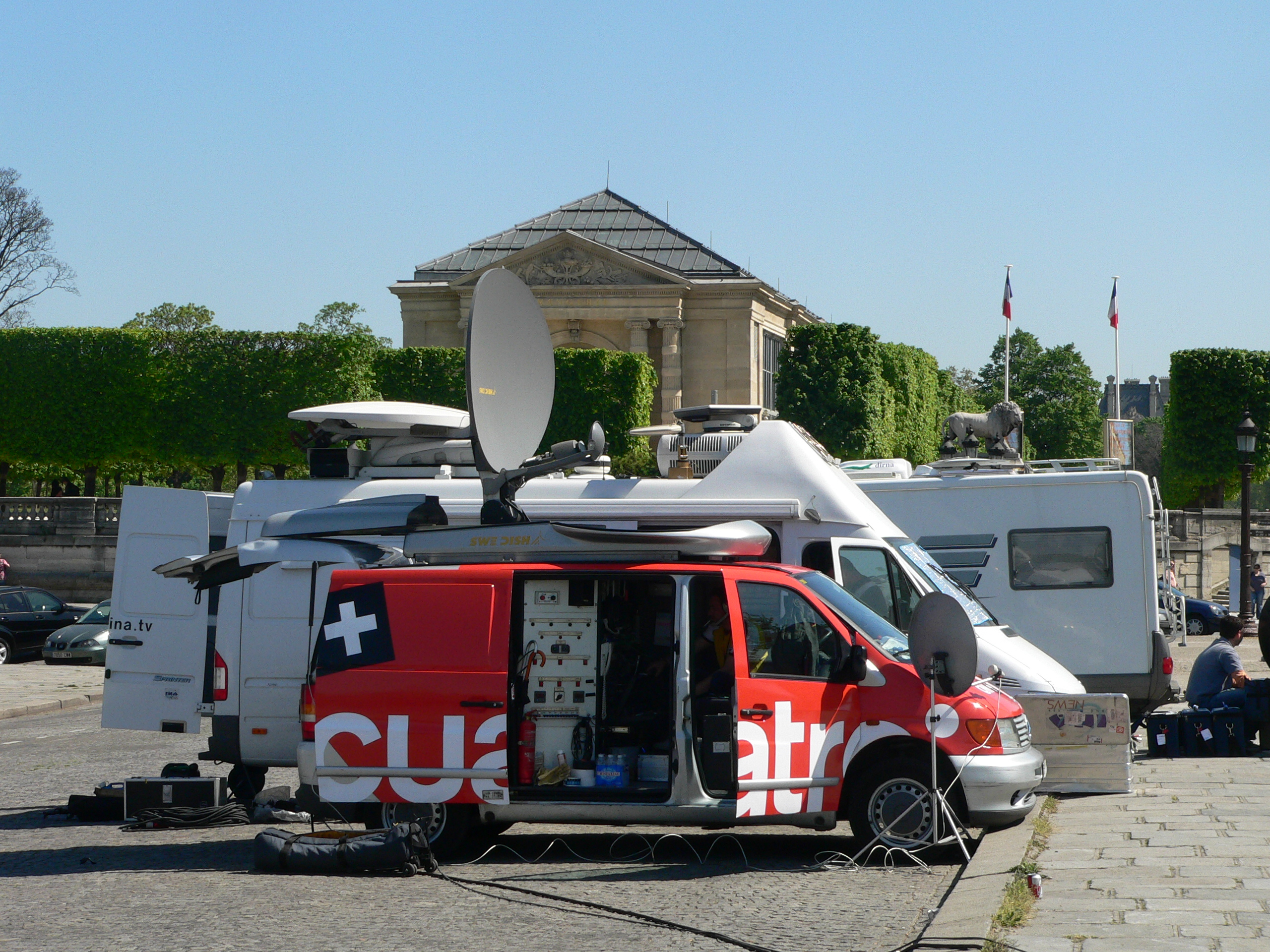
Una furgoneta de Cuatro, en la Plaza de la Concordia de París.

A mediados de febrero de 2005, el consejo de administración de Sogecable —Rodolfo Martín Villa y Javier Díez de Polanco—, solicitó al Gobierno de España que se modificaran las condiciones suscritas en el contrato de concesión aprobado en 1989 durante la presidencia de Felipe González, para que su cadena analógica Canal+ pudiera efectuar sus emisiones en abierto. Por este motivo, la compañía deseaba ampliar la duración de contenidos, pues al ser la única concedida de pago, tenía una limitación de seis horas de programación diaria. Posteriormente, el Consejo de Ministros decidió en sesión del 29 de julio de 2005 permutar las condiciones de la licencia de Canal+. Tras el visto bueno del Consejo, Sociedad Gestora de Canal+ hizo público un comunicado en el que especificaba que en otoño de ese año lanzaría su nueva señal de televisión en abierto a través de la frecuencia analógica por la que televisaba la emisora privada. En dicho comunicado se aclaraba, además, que la antigua programación pasaría a emitirse «únicamente» por la plataforma de pago. Estas modificaciones del permiso suscitaron, de este modo, las quejas de los restantes directivos de televisión en abierto, pues estos desembolsaron importantes sumas de dinero para obtener sus respectivas licencias de emisión, mientras que a Grupo Prisa se le había concedido una del mismo tipo de forma gratuita.

### Puesta en marcha y lanzamiento de Cuatro
En junio de 2005, a pocos meses para el lanzamiento de Cuatro, el equipo de división y antena de Sogecable comenzaba con el diseño y los preparativos de trabajo para su nuevo canal de televisión en abierto. Asimismo, durante los meses posteriores se mantenían reuniones periódicas con los directivos de las quince productoras más importantes del país, que abrían paso a las negociaciones para discutir ideas y planear las audiciones de selección del personal.
El 30 de agosto de 2005, Sogecable, a través de Cadena SER —emisora de radio propiedad de Prisa—, anunció que Iñaki Gabilondo, su principal rostro del programa radiofónico Hoy por hoy, dejaba su puesto tras diecinueve años en la emisora como director y presentador del espacio para abordar una nueva etapa profesional al incorporarse en el informativo de la noche del nuevo canal como conductor. Asimismo, el jefe adjunto de El País, José María Izquierdo, fue designado director de los informativos de Sogecable. Semanas después, y ya en el mes de septiembre, comenzaron a desvelarse algunos de los formatos de producción propia que se emitirían en el canal, así como una serie de especiales en el que mostraron el proceso de gestación de la cadena previamente al lanzamiento de la emisora. A mediados de ese mes, el operador de pago Canal+ emitió durante tres sábados Así nace Cuatro, un programa con una duración de treinta minutos, donde se daba a conocer el proceso de creación de este canal, y donde se desvelaron alguna de las novedades que traería desde su lanzamiento.
El lanzamiento de Cuatro se produjo el 7 de noviembre de 2005, a las 20:44, con la emisión de un vídeo de presentación en el que Iñaki Gabilondo, junto a dos de sus principales rostros, Raquel Sánchez Silva y Boris Izaguirre, dieron la bienvenida a los espectadores del nuevo canal. Unos minutos después de este especial titulado Nace Cuatro, la emisora de Sogecable arrancó, a las 20:57, su programación habitual con la segunda edición de Noticias Cuatro, el informativo de noche conducido por Gabilondo. Tras el noticiario, la cadena emitió El guiñol de Canal+, e inmediatamente después, en horario de prime time, un espacio donde mostró los nuevos programas que tendrían cabida en su parrilla televisiva, bajo el título Hoy no estrenamos programa, estrenamos cadena. La presentación se realizó simultáneamente desde sus tres principales platós de televisión: los de Maracaná 06, Channel n.º4 y Noche Hache. Por ellos desfilaron la mayoría de sus presentadores que estuvieron acompañados por diversos invitados del mundo del espectáculo, entre ellos, Santiago Segura. Al término de este especial, en la franja de late night, el canal presentó Cuatrosfera, un formato de producción propia dirigido a su público más joven en horarios de mañana y madrugada.
La nueva cadena de Sogecable se estrenó con un 5,1 % de cuota de pantalla en sus primeras horas de emisión, por lo que la emisora superó sus primeras expectativas de audiencia. La presentación, que tuvo lugar de 20:44 a 20:57, obtuvo el interés de 1 887 000 de espectadores y el 13,5 % de cuota de audiencia. Asimismo, el primer informativo de Iñaki Gabilondo se estrenó con el 15,1 % mientras que la gala inaugural anotó un 10,3 % de cuota. Destacar que, según un estudio realizado por la compañía Barlovento Comunicación sobre medición de datos de audiencia acumulada, durante las seis horas de retransmisión, 13,6 millones de personas conectaron en alguna ocasión con Cuatro en el día de su propagación. Además, en el primer mes de arranque, la emisora comenzó su andadura con el 4,2 % de media mensual.

### Dirección y gestión del canal

#### La etapa de Grupo Prisa

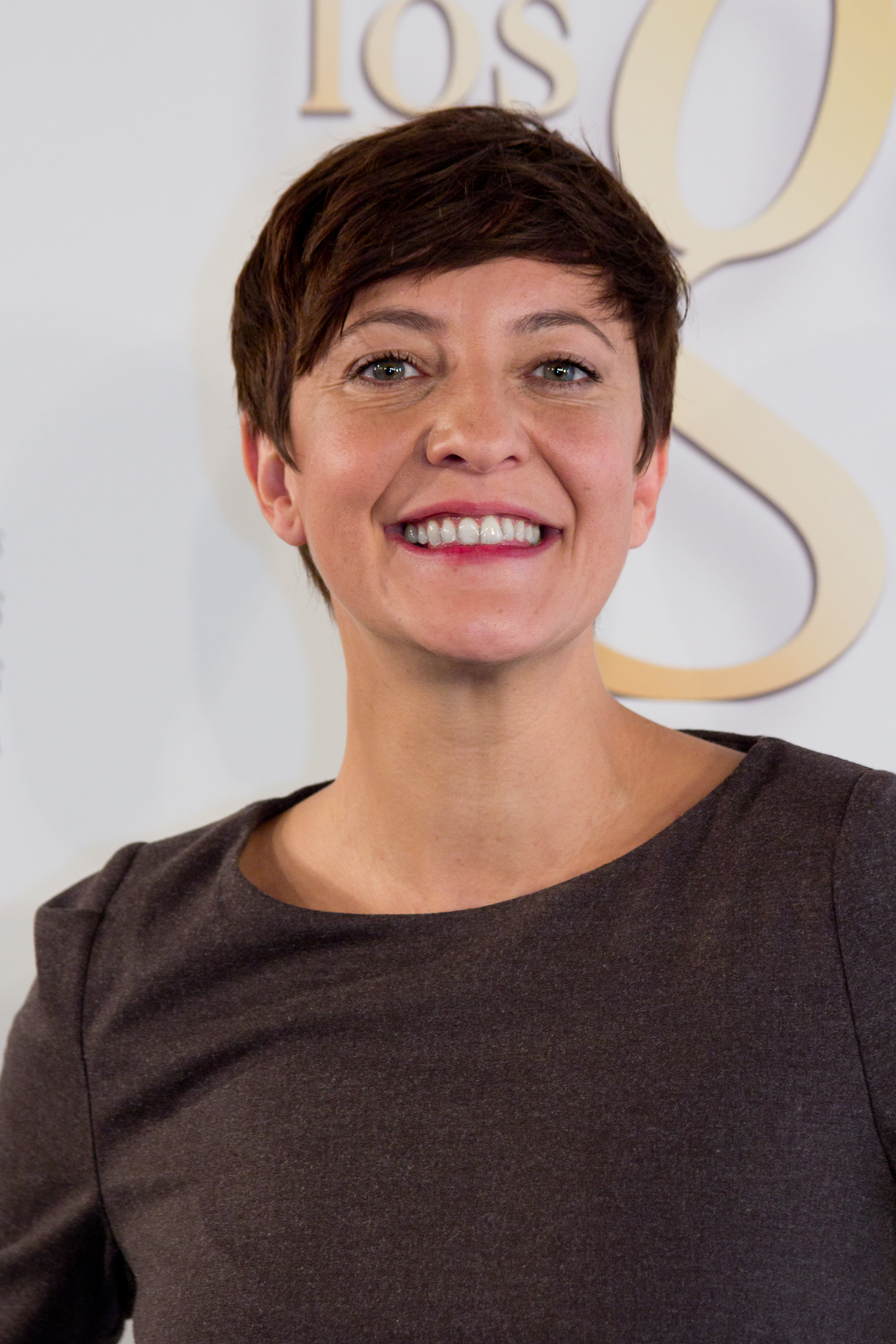
La humorista Eva Hache, presentadora del espacio del programa de medianoche Noche Hache.

La cadena nació como una televisión diferente a Canal+ en la que primase el entretenimiento, la calidad y la innovación y con el objetivo de convertirse en una nueva identidad para el sector audiovisual. Desde sus comienzos estuvo gestionada por Javier Díez de Polanco como consejero delegado, Daniel Gavela como director general y Elena Sánchez en el cargo de dirección de contenidos. Cuatro inició su señal a principios de noviembre de 2005 con una programación alternativa, al estilo de las emisoras de televisión privada M6 o Channel 4 de Francia o Reino Unido respectivamente. En sus primeros meses de emisión su parrilla televisiva consistió en la difusión de todo tipo de contenidos, excepto el cine, programas infantiles, deportes, telerrealidad y telenovelas. Alguno de los contenidos que se televisaron fueron Channel n.º4 con Ana García-Siñeriz, Boris Izaguirre y Juan Carlos Ortega, Noche Hache de la humorista Eva Hache o Maracaná 06 con los comentaristas Paco González, Michael Robinson y Carlos Latre. Además, uno de sus pilares básicos en la programación eran los informativos, donde se utilizaron las infraestructuras de CNN+ para el canal y además se incluyeron a diversos comunicadores de la emisora de noticias. Por otro lado, se dedicó a la retransmisión de series de ficción española así como extranjeras.
En 2006 se hizo con parte de los derechos de la Copa Mundial de Fútbol después de comprárselos a La Sexta, partidos que le dieron mucho éxito de audiencia; además se convirtió en uno de los canales que más se involucró en ficción desde su creación: llegó a tener más de una treintena de series de ficción estadounidense en antena, y de ahí su consigna «Las series eligen Cuatro». Tiempo más tarde, la emisora privada inició una importante renovación de contenidos, donde apostó por formatos internacionales con los que creó una marca; alguno de estos productos fueron considerados fenómenos televisivos como Anatomía de Grey, Entre Fantasmas, House M. D., Medium, Ugly Betty o The Closer. Durante la etapa de Polanco se puso en marcha el proyecto de emisión en formato panorámico o 16:9, la adquisición de los derechos de la Eurocopa 2008 así como de nuevos productos de ficción extranjera, el encendido digital en TDT, el lanzamiento de un perfil propio en la red de vídeos YouTube, la aplicación móvil del canal en Internet y la producción de formatos propios como Callejeros, Cuarto milenio, Fama, ¡a bailar!, El hormiguero, Password y Tonterías las justas, entre otros. Además, en sus cinco años de emisión celebrados en noviembre de 2010, Cuatro se consolidó como la cadena española más valorada por sus programas y series de ficción extranjera —según un estudio realizado por GECA—, con una trayectoria atestada de grandes éxitos televisivos. Para ello, la emisora conmemoró su quinto aniversario en antena donde preparó algunas novedades para sus tardes como un especial del concurso Dame una pista o la retransmisión de los mejores reportajes de Callejeros, uno de sus programas insignia y un referente de la televisión.

#### La etapa de Mediaset

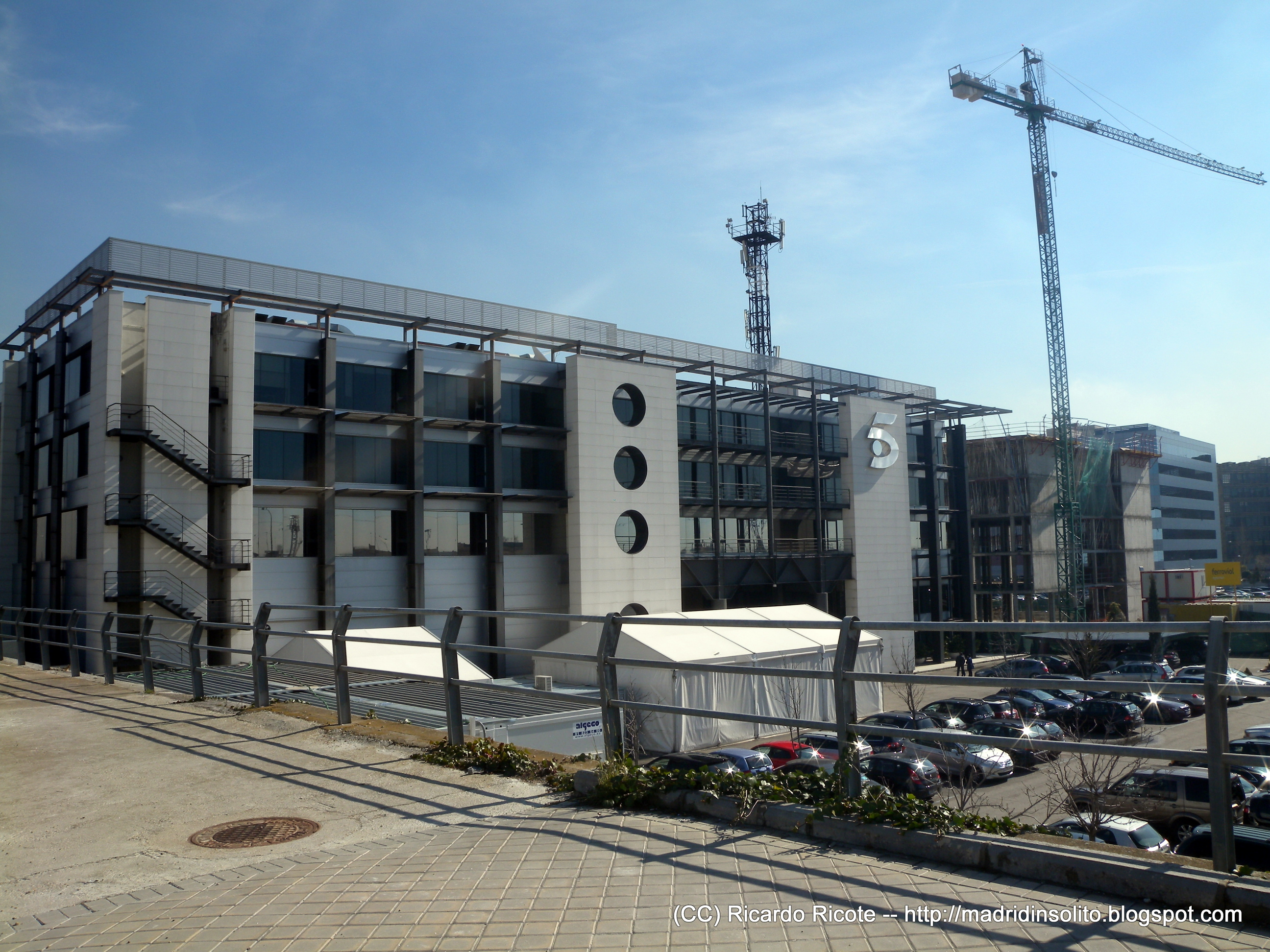
Inmediaciones del edificio central de Telecinco y Cuatro (sede Mediaset España) en Fuencarral, Madrid.

En diciembre de 2009, Mediaset España —el grupo que opera este canal—, Grupo Prisa —la empresa que lo gestionaba— y su filial Sogecable, presentaron ante la Comisión Nacional de la Competencia un acuerdo de fusión para integrar sus operaciones de televisión en abierto. Asimismo, la compañía ya mencionada adquirió, mediante un canje de acciones en Sogecable, una participación del 22 % en la antigua plataforma de pago Digital+. Después de un largo tiempo en proceso de trámites, el 10 de noviembre de 2010, la CNC autorizó la unión, no obstante, la sociedad resultante tuvo que realizar unos cambios en su gestión debido a que el organismo público les impuso una serie de condiciones que esta compañía debía cumplir. Una vez culminada la fusión de Gestevisión Telecinco y Sogecuatro, el 28 de diciembre del mismo año, Mediaset España se adueñó de Cuatro y de su multiplex —hasta entonces perteneciente a Sogecable—, y pasó a tener, desde enero de 2011, un total de ocho canales en TDT, además de las señales en alta definición de las principales cadenas generalistas del grupo. Junto con este acto, Prisa obtuvo acciones de nueva emisión de la compañía italiana Mediaset, del 18,37 % del capital social de esta empresa. Con esta unión empresarial, dicha sociedad se convirtió en la mayor compañía audiovisual del país por cuota de audiencia.
En su primer mes tras la fusión (enero de 2011), Telecinco y Cuatro experimentaron un notable descenso de audiencia. No obstante, la caída llegó a solucionarse en febrero del mismo año. Hasta la fecha, el presidente y vicepresidente del grupo resultante es Alejandro Echevarría —persona responsable que mantuvo las marcas y líneas editoriales de ambas cadenas— y Manuel Polanco, con tres consejeros delegados que son Paolo Vasile, Giuseppe Tringali, Juan Luis Cebrián.
Durante el periodo de Paolo Vasile como gestor del canal, se produjo el cese de emisiones de 40 Latino en TDT para ser sustituido por Canal+ 2, la fusión de medios materiales y humanos entre Informativos Telecinco y Noticias Cuatro con sede en las instalaciones de Fuencarral, el polémico cierre de CNN+ a causa de la expiración del contrato y la renuncia por parte de Prisa de mantenerlo en antena, el posterior lanzamiento temporal de un canal de telerrealidad en la misma frecuencia que la emisora de noticias, la reorganización del sistema de pauta única publicitaria y de comercialización mixta en tres de sus canales de televisión del grupo, la creación de Cuatro HD, la señal en alta definición de este canal, y la adquisición de los derechos de retransmisión deportivos como la Liga Europa de la UEFA, la Eurocopa y Eurocopa Sub-21 o la Liga de Primera División.
El 6 de mayo de 2014, La Siete y Nueve cesaron sus emisiones en abierto como consecuencia de una sentencia del Tribunal Supremo de Justicia, que anuló las concesiones de emisión TDT para nueve canales por haber sido otorgadas sin el preceptivo concurso público que rige la Ley del Audiovisual.
Con la marcha de Paolo Vasile y la llegada de la nueva directiva, se decidió apostar más por el canal con nuevos programas y con la recuperación de formatos como Callejeros o ¿Quién quiere casarse con mi hijo?, la vuelta de Noticias Cuatro y el regreso de Jon Sistiaga a la cadena en enero de 2024.
El 7 de noviembre de 2023, Cuatro cumplió sus 18 años en antena con el eslogan Esto sólo es el comienzo. Para celebrar esta efeméride, se emitió una autopromo en la que aparecían algunos de los programas y espacios más emblemáticos de la cadena; como Cuarto milenio, Home cinema, Callejeros viajeros, El hormiguero, y series míticas, como House. Asimismo, la cadena anunció en su página web que habría más cosas preparadas con motivo del aniversario.
Para la temporada 2024-2025, recuperó los concursos Lo sabe, no lo sabe, con Xuso Jones, y ¡Boom!, con Christian Gálvez.

## Imagen corporativa

Mosca original presente en sus emisiones desde el lanzamiento del canal en 2005 hasta la fecha.

Variante del logotipo para el canal en alta definición

El logotipo actual de Cuatro data desde sus inicios en noviembre de 2005 y está elaborado por la empresa francesa de diseño Gédéon; además, es responsable del proyecto de la imagen de la cadena, de la gestación del símbolo actual de Cuatro, así como de su línea gráfica. Bernard Bréchet, su director creativo, con el fin de ampliar las posibilidades visuales con diferentes aplicaciones, creó el círculo superior de la letra «O» en el que representara a la emisora como «una televisión de otra dimensión». El círculo representa una impresión de distensión y movimiento perpetuo, simboliza el espíritu que se mueve en su unidad. El color rojo o rojo-anaranjado, resalta y está presente en todas las piezas de su continuidad. Su tipografía Helvética Bold Rounded y el logotipo adquieren diferentes formatos que se adaptan a la pieza en concreto pero mantienen su aspecto formal.
También destacar que desde el inicio de la temporada en 2008, la dirección de la cadena incluyó durante la emisión de su espacio informativo, Noticias Cuatro, una mosca especial en la que se observa la letra «N» sobreimpresionada delante del logotipo de Cuatro. Esta imagen se propuso para diferenciar su programación habitual del formato de noticias.
En abril de 2015, Cuatro y su señal HD reubicaron la mosca en la parte inferior de la pantalla, igual que los otros canales de Mediaset España.

## Programación

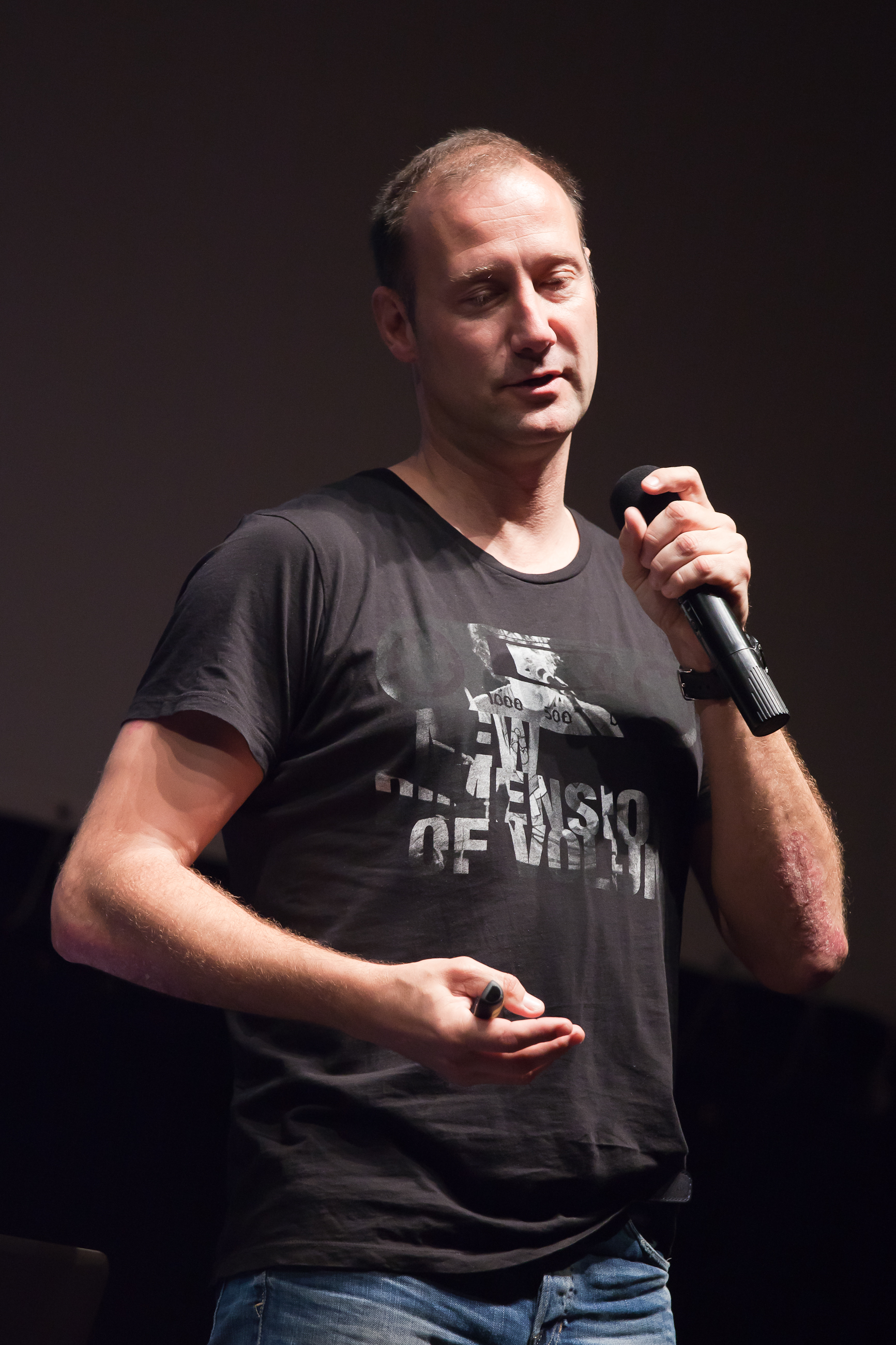
Pedro García Aguado, exconductor del espacio televisivo Hermano mayor.

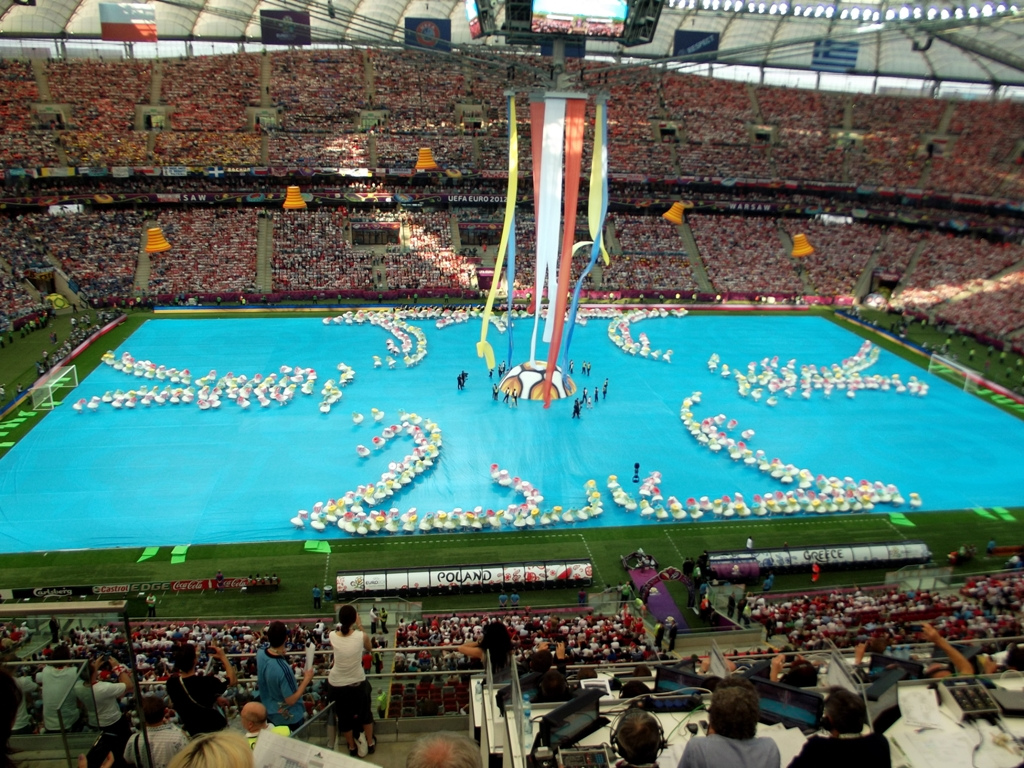
Ceremonia de apertura de la Eurocopa 2012 en Varsovia, Polonia.

La programación de Cuatro es generalista, y está enfocado mayoritariamente a un público masculino juvenil. Buena parte de sus espacios son de producción propia, enfocados a la actualidad, entretenimiento y reality shows. También destaca la emisión de ficción y cine. Hasta la fecha, la mayoría de series emitidas en este canal son extranjeras, como Alerta Cobra. En cuanto a los programas propios que se emiten con mayor audiencia en el canal son Cuarto milenio (espacio más veterano del canal, presente desde 2005) o Planeta Calleja. Por lo que respecta al tratamiento del contenido social o denuncia, los formatos que el canal ofrece son Todo es mentira y En boca de todos. En el área de entretenimiento, destacan Lo sabe, no lo sabe y First Dates, este último en emisión ininterrumpida desde 2016.
Además de estos espacios, Cuatro emite eventos deportivos de gran trascendencia. De este modo, Mediaset posee los derechos de la Liga Europa de la UEFA  y la Kings League. A lo largo de su historia también ha retransmitido otras competiciones, como las finales de la Copa del Rey, el Campeonato Europeo de Baloncesto Masculino de 2022 y los partidos clasificatorios para la Eurocopa Sub-21. Estos contenidos son, analizados por su formato deportivo El desmarque.

## Eslóganes
- 2005-actualidad: Practica Cuatro
- 2006-actualidad: Las series, eligen Cuatro
- Mundial 2006: La Selección juega en Cuatro
- Primavera 2007: Cuántas primaveras quedan
- Eurocopa 2008: Podemos
- Verano 2008: Un invento para Cuatro
- Navidad 2008-2009: A pesar de todo Feliz Navidad
- 2009: Te queremos... animar, morder, inventar y agitar...
- 2009-2010: Practica Cuatro ¡Te queremos!
- Mundial 2010: Podemos
- Navidad 2010-2011: ¿Mejor que una Navidad? Cuatro
- 2011: Tenía que ser Cuatro. Más estrellas que en la liga
- Primavera 2011: La primavera ha llegado
- Noviembre de 2011-actualidad: Más viva que nunca
- Navidad 2011: Espíritu Cuatro
- 2014-presente: Yo soy Cuatro

## Servicios informativos
Los servicios informativos corren a cargo de Noticias Cuatro, presentes desde los inicios del canal en 2005, aunque interrumpidos entre 2019 y 2024. Este cuenta con dos ediciones diarias; una a las 14:00 y otra a las 20:00, de 55 y 40 minutos de duración cada una, respectivamente. En días laborables, los espacios están presentados por Alba Lago (14:00) y Diego Losada junto a Mónica Sanz (20:00), mientras que los fines de semana corresponden a Roberto Arce y Marta Reyero, quienes se ponen al frente de las ediciones de tarde y noche (13:55 y 20:00), con una duración de, aproximadamente, una hora. Desde octubre de 2009, el director del área de los servicios informativos del canal es Juan Pedro Valentín, mientras que desde 2024 el director de Informativos de Mediaset España es Francisco Moreno García. Noticias Cuatro hace un repaso a los temas más destacados del día en los ámbitos nacional, internacional, social y deportivo. El espacio de noticias está producido, al igual que Informativos Telecinco, por la Agencia Atlas, filial del grupo Mediaset España, y entre ambos mantienen su independencia en la línea editorial, pues tienen un enfoque distinto en cada programa.
Por su parte, el formato cuenta con El Desmarque (hasta agosto de 2023, Deportes Cuatro), un espacio diario de información deportiva que se emite a continuación de los informativos y que actualmente es presentado por Manu Carreño, entre las 14:55-15:15, y por Ricardo Reyes entre las 20:40-20:55, mientras que en el fin de semana, entre las 14:55-15:30 y 20:55-21:10, con Joseba Larrañaga.
De la información meteorológica se encarga Meteoralia, empresa de la cual es directora Rosalía Fernández, meteoróloga de Telecinco. Este espacio, emitido entre las 15:15-15:30 y entre las 20:55-21:05, está conducido por Flora González de lunes a viernes, mientras que Rosemary Alker presenta los fines de semana entre las 15:30-15:40 y las 21:10-21:20.
En su primera etapa, este espacio estuvo dirigido y presentado por Iñaki Gabilondo; además, fue el encargado de la puesta en marcha de los servicios informativos del canal desde el día de su lanzamiento en noviembre de 2005. También durante su trayectoria en la emisora, el noticiario tenía una duración de cuarenta y cinco minutos a las nueve de la noche, sin embargo, en septiembre de 2007, con la llegada de la nueva temporada televisiva, los informativos adelantaron su horario de emisión y reforzaron sus contenidos. Asimismo, se inició un informativo matinal conducido por José Ramón Pindado a las siete de la mañana y, dos semanas después, fue retirado de la programación, debido a la escasez de su audiencia en comparación a otros informativos. Tiempo más tarde, en enero de 2010, volvió a recuperarse el formato bajo la marca Matinal Cuatro, y este se emitió simultáneamente con CNN+ desde las 7:00 a las 9:30. Pocos meses después, el 3 de diciembre del mismo año, desapareció de ambas pantallas.
Por otro lado, entre 2019 y 2024, fue Cuatro al día el formato que cubrió el espacio de Noticias Cuatro. Este estaba formado por un magacín de actualidad diario (a las 18:00) y por dos ediciones de corte más informativo para los fines de semana, en este caso con Roberto Arce y Marta Reyero (a las 14:00 y a las 20:00).

## Críticas y polémicas
A principios de junio de 2006, La Sexta y Cuatro llegaron a un acuerdo que permitía a ambas cadenas emitir, de manera simultánea, los partidos de la Copa Mundial de Fútbol. No obstante, la cadena verde fue la operadora que compró los derechos desde un primer momento en el mes de marzo, pero debido a que esta emisora no cubría toda la señal en el territorio nacional, suscitó una cierta polémica en su entorno y cedió parte de los partidos de fútbol a su competidora más directa, Cuatro. Pocos días más tarde, Antonio García Ferreras, director de La Sexta, declaró que su empresa estudiaba emprender acciones legales contra la emisora de Sogecable por la difusión de una de sus campañas publicitarias, en la que según el directivo, «se hace un llamamiento a la gente para que no sintonicen con nosotros».
En mayo de 2010, mientras el periodista deportivo Manolo Lama realizaba una conexión en directo para Deportes Cuatro sobre el partido final de la Liga Europa de la UEFA 2009-10, este centró su atención en un indigente de la ciudad de Hamburgo. La escena provocó controversia, pues fue acusado por diversas organizaciones, medios y espectadores, de humillar al mendigo. Tanto Lama como la cadena pidieron disculpas y explicaron que había sido un malentendido. Pocos días después, el Ministerio de Industria de España abrió un «expediente informativo» a Cuatro en base al artículo 57.1 de la Ley General Audiovisual, pero finalmente no hubo sanción porque consideró que se trató de un «hecho aislado». Asimismo, mientras la entidad aún pertenecía a Grupo Prisa, se emitió un reportaje exclusivo sobre el Caso Gürtel en el que difundieron escuchas robadas de los principales implicados en el asunto. La cadena fue criticada por recibir, al igual que el diario El País, las escuchas filtradas, de las que posteriormente el juez Baltasar Garzón paga en los procesos judiciales abiertos. Otro caso de crítica fue la emisión de escenas pornográficas en dos de sus programas reportajeados, como el late night After Hours, conducido por el coreógrafo Rafa Méndez, o el espacio de prime time 21 días, presentado por la periodista Samanta Villar.

## Audiencias
«Evolución de la cuota de pantalla mensual y anual», según las mediciones de audiencia elaborados en España por Kantar Media. Están en verde los máximos históricos y en rojo los mínimos históricos.
| Año  | Enero | Febrero | Marzo | Abril | Mayo  | Junio  | Julio | Agosto | Septiembre | Octubre | Noviembre | Diciembre | Media anual |
| ---- | ----- | ------- | ----- | ----- | ----- | ------ | ----- | ------ | ---------- | ------- | --------- | --------- | ----------- |
| 2005 | -     | -       | -     | -     | -     | -      | -     | -      | -          | -       | 4,2 % *   | 4,9 %     | 0,8 % **    |
| 2006 | 5,0 % | 5,3 %   | 5,6 % | 5,8 % | 6,2 % | 7,5 %  | 7,1 % | 6,8 %  | 6,5 %      | 6,7 %   | 7,0 %     | 7,2 %     | 6,4 %       |
| 2007 | 7,5 % | 7,5 %   | 7,7 % | 7,8 % | 8,1 % | 8,1 %  | 7,8 % | 7,3 %  | 7,2 %      | 7,4 %   | 7,8 %     | 7,8 %     | 7,7 %       |
| 2008 | 8,3 % | 8,6 %   | 8,7 % | 9,1 % | 7,8 % | 13,1 % | 8,0 % | 7,6 %  | 7,7 %      | 7,5 %   | 8,2 %     | 8,4 %     | 8,6 %       |
| 2009 | 8,5 % | 9,0 %   | 9,0 % | 9,0 % | 8,6 % | 8,9 %  | 7,5 % | 7,5 %  | 7,4 %      | 7,9 %   | 7,8 %     | 7,6 %     | 8,3 %       |
| 2010 | 7,3 % | 6,3 %   | 6,7 % | 6,9 % | 6,5 % | 8,6 %  | 7,7 % | 7,2 %  | 7,5 %      | 7,0 %   | 6,6 %     | 6,5 %     | 7,0 %       |
| 2011 | 6,3 % | 6,5 %   | 6,5 % | 6,4 % | 6,3 % | 6,4 %  | 6,1 % | 5,9 %  | 5,7 %      | 6,0 %   | 5,5 %     | 5,8 %     | 6,1 %       |
| 2012 | 6,0 % | 6,3 %   | 6,4 % | 5,9 % | 5,5 % | 6,8 %  | 5,7 % | 5,5 %  | 5,9 %      | 5,6 %   | 5,7 %     | 6,2 %     | 6,0 %       |
| 2013 | 5,8 % | 6,2 %   | 5,9 % | 5,6 % | 5,8 % | 6,4 %  | 6,0 % | 6,1 %  | 6,4 %      | 5,9 %   | 5,8 %     | 5,7 %     | 6,0 %       |
| 2014 | 6,2 % | 6,1 %   | 6,1 % | 5,9 % | 6,7 % | 7,7 %  | 6,5 % | 6,9 %  | 7,1 %      | 7,0 %   | 7,5 %     | 7,5 %     | 6,7 %       |
| 2015 | 7,3 % | 7,5 %   | 7,5 % | 7,2 % | 7,3 % | 7,2 %  | 7,1 % | 7,3 %  | 7,4 %      | 6,7 %   | 6,7 %     | 6,8 %     | 7,2 %       |
| 2016 | 6,6 % | 6,5 %   | 6,9 % | 6,7 % | 6,6 % | 6,9 %  | 6,8 % | 6,7 %  | 6,4 %      | 6,4 %   | 6,1 %     | 6,1 %     | 6,5 %       |
| 2017 | 6,4 % | 6,2 %   | 6,2 % | 6,0 % | 6,1 % | 6,4 %  | 6,4 % | 6,0 %  | 6,4 %      | 5,9 %   | 6,1 %     | 5,9 %     | 6,1 %       |
| 2018 | 5,9 % | 5,9 %   | 6,1 % | 5,9 % | 5,9 % | 8,8 %  | 6,5 % | 5,7 %  | 5,3 %      | 5,2 %   | 5,6 %     | 5,5 %     | 6,0 %       |
| 2019 | 5,0 % | 4,8 %   | 5,0 % | 5,1 % | 5,3 % | 6,0 %  | 5,5 % | 5,2 %  | 5,8 %      | 5,5 %   | 5,6 %     | 5,4 %     | 5,3 %       |
| 2020 | 5,8 % | 6,1 %   | 5,4 % | 5,7 % | 5,8 % | 5,2 %  | 5,1 % | 5,2 %  | 5,4 %      | 5,2 %   | 5,2 %     | 5,1 %     | 5,4 %       |
| 2021 | 5,3 % | 5,1 %   | 5,0 % | 5,1 % | 5,4 % | 6,7 %  | 5,2 % | 4,8 %  | 5,1 %      | 5,1 %   | 5,2 %     | 5,1 %     | 5,3 %       |
| 2022 | 5,3 % | 5,3 %   | 5,8 % | 5,0 % | 4,9 % | 5,0 %  | 4,8 % | 4,9 %  | 4,9 %      | 5,0 %   | 5,0 %     | 4,7 %     | 5,1 %       |
| 2023 | 5,2 % | 5,3 %   | 5,1 % | 4,8 % | 4,7 % | 5,1 %  | 5,2 % | 5,3 %  | 5,3 %      | 5,4 %   | 5,5 %     | 5,4 %     | 5,2 %       |
| 2024 | 5,5 % | 5,6 %   | 5,6 % | 5,2 % | 5,2 % | 5,1 %  | 4,8 % | 5,2 %  | 5,4%       | 5,6%    | 6,3%      | 5,9%      | 5,5%        |
| 2025 | 6,1 % | 6,0 %   | 5,9 % | 5,7%  | 5,9%  | 6,0%   | 5,8%  |        |            |         |           |           |             |

(*) La cadena empieza a emitir en abierto desde el 7 de noviembre de 2005 por lo que en sus 24 días de emisión obtiene un 5,2 % en el acumulado y una media de 4,2 % durante todo el mes.
(**) La media anual es del 0,8 %, pero no se considera mínimo histórico al no haber recogido las audiencias de todos meses del año.